# Marie Alžběta z Ulfeldtu
Anna Marie Alžběta z Ulfeldtu, provdaná hraběnka z Valdštejna-Wartenbergu (německy Maria Elisabeth von Ulfeldt, 19. září 1747, Vídeň - 27. ledna 1791 tamtéž) byla rakouská šlechtična v 18. století, pocházela z dánského hraběcího rodu Ulfeldtů.

## Život
Marie Alžběta se narodila 19. září 1747 ve Vídni jako třetí dítě a druhá dcera v rodině ministra zahraničních věcí Svaté říše římské hraběte Antonína Korfitze z Ulfeldtu a jeho druhé manželky Marie Alžběty, rozené z Lobkovic. 
Marie Alžběta měla starší sestru Marii Vilemínu (1744-1800), která byla vynikající klavíristkou a mecenáškou W. A Mozarta a L. van Beethovena. Jejich bratr Jan Baptista zemřel ještě před jejím narozením.

### Manželství a potomstvo
Marie Alžběta se 29. srpna 1765 v Innsbrucku ve svých 17 letech provdala za 22letého hraběte Jiřího Kristiána z Valdštejna-Wartenbergu. Pár měl devět dětí:
- Marie Josefa (1767-1820), neprovdaná, bezdětná;
- Jiří Josef (1768-1825), ženatý s hraběnkou Hohenfeldovou, měl dvě děti;
- Marie Alžběta (1769-1813), manželka hraběte Josefa Károlyho de Nagykaroly, měla šest dětí;
- Marie Antonie (1771-1854), manželka knížete Františka Josefa Koháryho, měla dvě děti, mezi jejími potomky byl portugalský král Ferdinand II.;
- Emanuel (1773-1829), byl ženatý s Marií Terezií Nagymihály, měl pět dětí;
- Vilemína (1775-1849), manželka generála hraběte Jeronýma z Colloredo-Mannsfeldu, měli dvě děti;
- František de Paula (1776-1795), zemřel v 18 letech, nebyl ženatý, neměl děti;
- Jan (1778-1783), zemřel v 5 letech;
- Ludovika (1779-1783)- zemřela ve 3 letech.

Marie Alžběta zemřela ve Vídni ve věku 43 let. Jiří Kristián zemřel během několika měsíců.